# Simon Vollesen
Simon Vollesen (ur. 26 stycznia 1998) – duński piłkarz, występujący na pozycji obrońcy lub pomocnika.

## Życiorys
Jest wychowankiem BK Skjold, z którego w 2016 roku przeniósł się do drużyny U-19 Lyngby BK. Na początku 2018 roku został wcielony do pierwszej drużyny. W Superligaen zadebiutował 11 marca w przegranym 0:1 meczu z SønderjyskE. Ogółem rozegrał siedem meczów w Superligaen oraz trzy mecze barażowe. Po zakończeniu sezonu 2017/2018 przeszedł do występującego w czwartej lidze IF Skjold Birkerød.
Zagrał w reprezentacji Danii w meczu 5 września 2018 roku ze Słowacją. Występ Vollesena miał związek z protestem podstawowych reprezentantów kraju, którzy nie potrafili porozumieć się z DBU. Vollesen rozpoczął mecz w podstawowym składzie, a w 77 minucie zmienił go Christopher Jakobsen. Dania przegrała mecz 0:3.

## Statystyki ligowe
| Sezon     | Klub      | Liga        | Mecze | Gole |
| --------- | --------- | ----------- | ----- | ---- |
| 2017/2018 | Lyngby BK | Superligaen | 7     | 0    |